# Claude Rouer
Claude Paul Lucien Rouer est un coureur cycliste français, né le 25 octobre 1929 à Paris et mort le 23 juillet 2021 à Villeneuve-Saint-Georges. Il a participé aux Jeux olympiques d'été de 1952 à Helsinki. Il y a remporté la médaille de bronze en course par équipes et s'est classé 23e de la course individuelle. Professionnel en 1953 et 1954, il a participé avec l'équipe d'Île-de-France au Tour de France 1953 et en a été la lanterne rouge.

## Palmarès
- 1951
  - Paris-Briare
  - 3e du Grand Prix de l'Équipe et du CV 19e
- 1952
  - Paris-Barentin
  - 2e du championnat de France sur route amateurs
  - 2e du Manx Trophy
  -  Médaille de bronze en course par équipe aux Jeux olympiques d'été de 1952
  - 3e du Tour de la Manche
  - 3e de Paris-Chartres
- 1953
  - 2e des Boucles de la Gartempe
- 1955
  - 3e de Paris-Pouilly

## Résultats sur les grands tours

### Tour de France
1 participation
- 1953 : 76e et lanterne rouge